# Estación Central de Ferrocarriles de La Paz
La Estación Central de Ferrocarriles de La Paz, o estación Central es un edificio patrimonial de Estado Plurinacional de Bolivia. El edificio ya no presta servicios ferroviarios, y su estructura ha sido reacondicionada para servir como centro cultural.

## Historia y Arquitectura
Diseñado por el arquitecto Julio Mariaca Pando es uno de los edificios más emblemáticos de la ciudad. Fue edificada el año 1930 en el gobierno del presidente Hernando Siles Reyes para que se situase la Estación Central de Ferrocarriles de La Paz (Bolivian Railway).
La estación Central se construyó como parte de la segunda etapa de expansión de la red Arica La Paz, siendo como sus similares en los departamentos de todo el país, un hito urbano y vial y parte de la Historia de los ferrocarriles en Bolivia.
La obra de Julio Mariaca Pando al igual que la de Adan Sánchez, Antonio Camponovo y Emilio Villanueva, se presenta como algo significativo en la arquitectura del primer tercio de este siglo, en la que se evidencia un adecuado concepto de la arquitectura Clasicista, dado principalmente por el manejo simétrico de plantas y fachadas, en la que se percibe una centralización de ejes, jerarquización de esquinas y centros, analogía compositiva bajo un lenguaje  formal propio de esta arquitectura, conceptos que se ven plasmados en todas sus obras bajo una expresión propia. 
La planta del edificio tiene dos alturas en el bloque central y un solo nivel en las alas laterales, en el primero está dedicado a diversos ingresos a manera de pasillos para compra de boletos los cuales tienen una conexión directa al gran andén de forma longitudinal, cuya cubierta metálica de gran luz contrasta con el conjunto al contar con una estructura metálica típica de esta tipología de estaciones en todo el mundo. 
El primer piso tiene una doble altura utilizada para el comedor, oficinas y el segundo solo para administración, las áreas laterales sirven para uso de depósitos y correos respectivamente.

Fue proclamada patrimonio cultural del Estado Plurinacional de Bolivia mediante Ley N.º 630 del 15 de enero de 2015. 

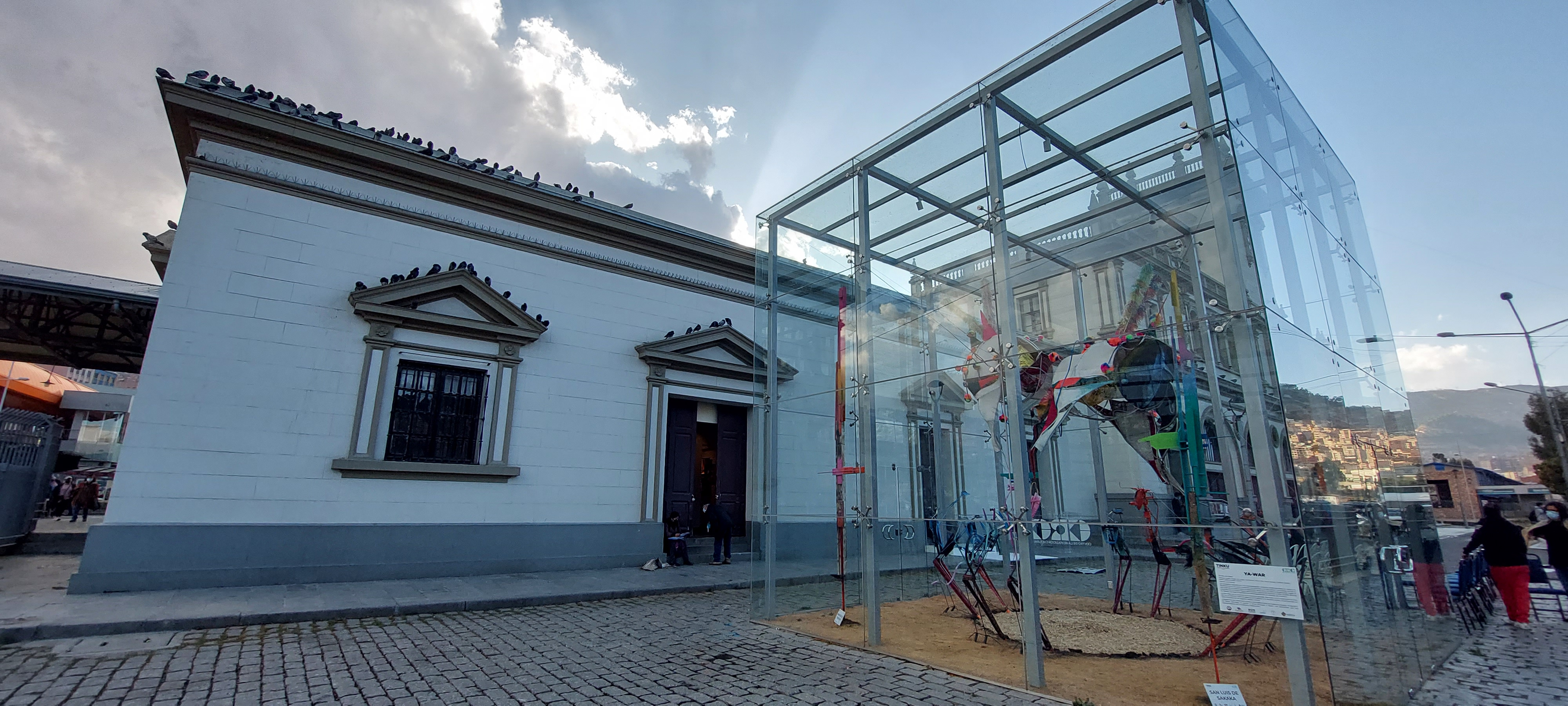
Elementos nuevos que se integran la fachada patrimonial (2022).

### Refuncionalización
A partir de 2019 se implementó el Centro Cultural Estación Central re fundada el 4 de mayo , dicho espacio se planificó para ser utilizado para diversas actividades culturales, desde exposiciones hasta actividades artísticas, es la estación central de Mi Teleférico que alberga las líneas Roja y Naranja.